# フランシス・ガルニエ
フランシス・ガルニエ（フランス語: Francis Garnier、1839年7月25日 - 1873年12月21日）は、フランスの海軍士官、探検家。東南アジアのメコン川の探険で知られる。本名はマリー・ジョゼフ・フランソワ・ガルニエ（フランス語: Marie Joseph François Garnier）で、ベトナム語ではガク・ニー（ベトナム語: Ngạc Nhi)、中国語では安鄴と表記される。

## 生涯

### 初期の経歴
1839年7月25日、レジティミストの子としてロワール県サン＝テティエンヌに生まれる。モンペリエのリセで教育を受けた後、1856年に海軍士官学校に入学した。翌年の卒業後はフランス海軍に入り、ブラジル近辺や太平洋への航海を経験した後、1860年2月から1861年11月までアロー戦争へ遠征したレオナール・ヴィクトル・シャルネール提督の指揮下に入り、1860年10月の円明園略奪に加わった。

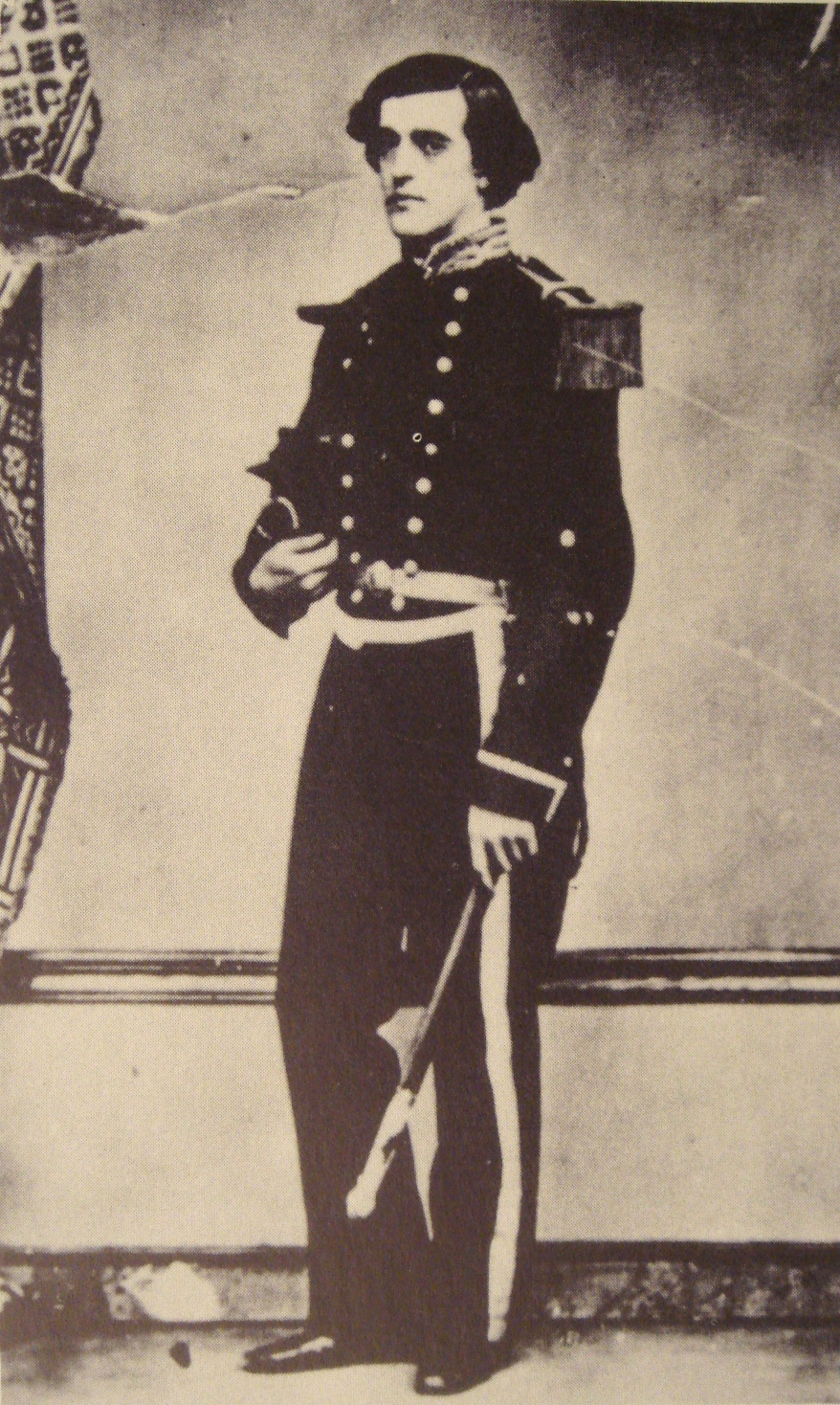
海軍中尉時代のガルニエ

その後いったんフランスに帰国したガルニエはコーチシナに渡り、1863年には前任者のアンリ・リュニエールに代わって、サイゴン（後のホーチミン市）近郊のチョロンにあった華人担当の監督官に任じられた。1864年と1865年には、フランスのコーチシナにおける政治・経済・社会について分析した2冊の小冊子を出版した。

### メコン川と長江の探険
フランス第二帝政下で海軍・植民地大臣であったプロスペル・ド・シャスルー＝ローバ侯爵が、メコン川流域への探険隊を派遣しようと決断したのは、ガルニエの提案があってのことであったが、この時点でガルニエはその指揮を執るには若すぎると思われ、探険隊の指揮権はエルネスト・ドゥダール・ド・ラグレ海軍中佐に委ねられた。探検隊は1866年6月にピエール＝ポール・ド・ラ・グランディエール海軍中将の支援を受けてサイゴンを出発し、メコン川を遡上した。ガルニエは、雲南における回民反乱（パンゼーの乱）が建てた「スルターン・スレイマン政権」の本拠地大理への分遣隊の指揮者に志願し、この任務を成功させた。探検の途中、ドゥダール・ド・ラグレが雲南の東川で病死すると、ガルニエは当然のように指揮を引き継ぎ、一行を無事に長江（当時ヨーロッパでは「揚子江」と称されていた）まで導き、上海へと到達させた。
フランスへ帰国したガルニエは、熱烈な歓迎を受けた。1870年に、ガルニエがロンドンの王立地理学会から金メダル（パトロンズ・メダル）を授与された時の、サー・ロデリック・マーチソンの言葉を引用するなら「カンボジアのクラチエから、上海まで、5392マイルの行程のうち3625マイルはヨーロッパの地理学にとってほとんど未知の領域を通りながら、注意深い調査と、天文観察による測地を、ガルニエ自身がほとんど独力で行なった」という。探険記の執筆は普仏戦争の勃発によって中断を余儀なくされ、ガルニエはパリ攻囲戦で士官として従軍した。この時の経験は、匿名で『ル・タン』紙に連載され、翌1871年には『Le Siège de Paris, journal d'un officier de marine（パリ攻囲戦：ある海兵隊士官の日誌）』として出版された。
その後、コーチシナに戻ったガルニエは、当地の政治的情勢が、更に探険を進めるには好ましくない状況にあることを察して清へと渡り、妻と共に上海に移り住んだ。1873年には長江上流部を遡行して滝線へと至った。

### トンキンへの介入

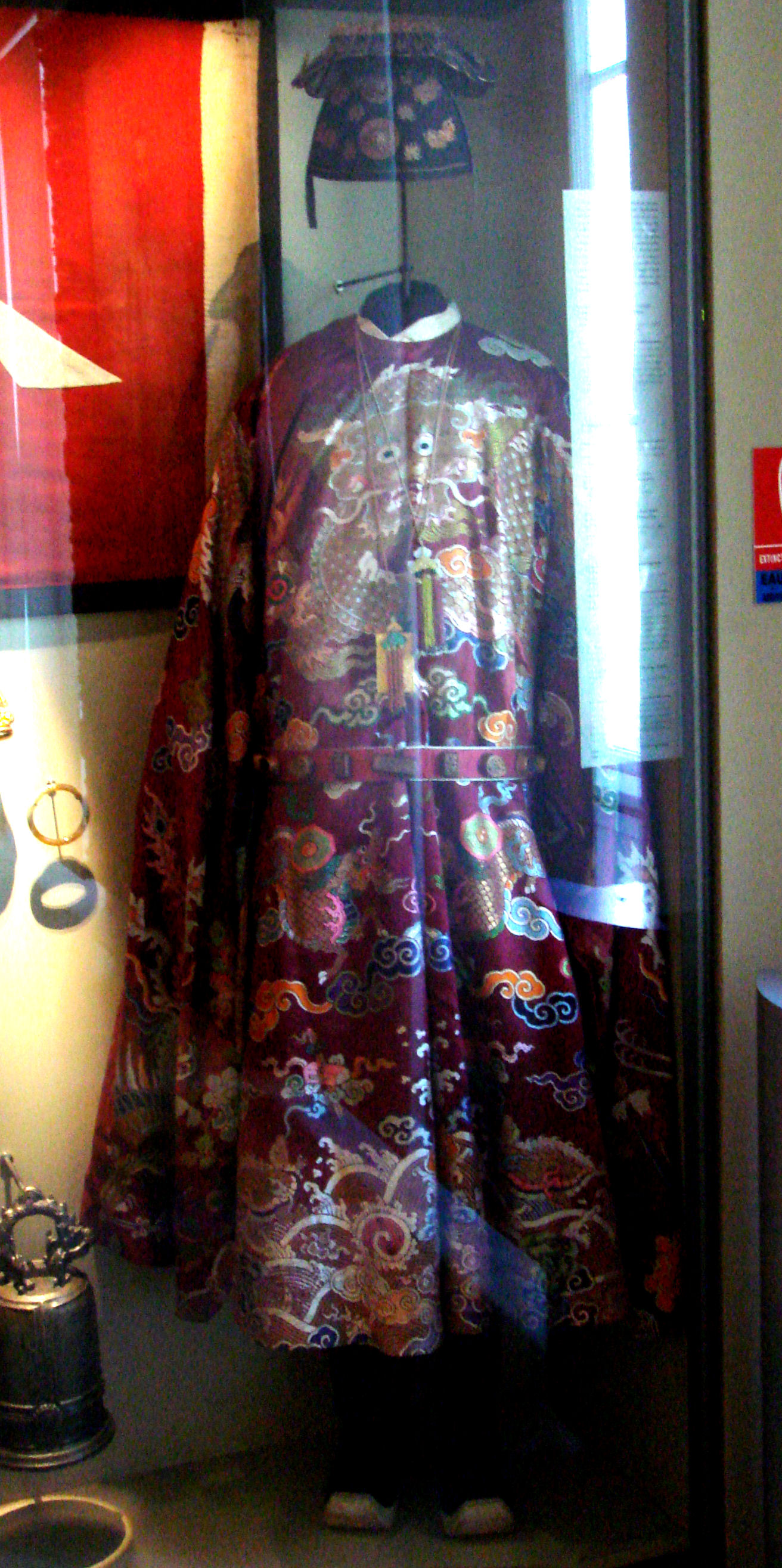
大南の大臣であった阮知方の儀礼服。ガルニエのハノイ占領の際の戦利品（フランス軍事博物館蔵）

1873年の遅い時期、コーチシナ総督マリー・ジュール・デュプレ提督の命を受けたガルニエは、阮朝大南当局とフランス商人のジャン・デュピュイの間に起こっていた揉め事を解決するために、トンキンへ派遣された。事に乗じてトンキンを占領する機は熟していると確信したガルニエは、トンキンの首府だったハノイを1873年11月20日に占領した（トンキン事変）。続く数週間にわたって、ガルニエが指揮した少数のフランス軍は紅河デルタの城砦の大部分を支配下に収めた。自らの軍事力でフランス軍に対抗することを断念した大南は、清出身の傭兵隊である劉永福の黒旗軍の派遣を要請した。

### 死去
ガルニエは謎の残る状況で死を迎えた。1873年12月21日、600名ほどの黒旗軍を引き連れた劉永福は、無数の黒旗を翻してハノイの西門に迫った。その後には、多数の大南勢が続いていた。ガルニエは、門上に据えた野砲で黒旗軍に砲撃を加え、敵がひるむと自ら十余名のフランス海兵隊の部隊を率いて城外に展開し、退却する敵を追い払おうとした。しかしこの追撃は失敗し、2名の兵を従えて銃剣での白兵攻撃を黒旗軍に対して加えていたガルニエは、水路に転倒した後、数名の黒旗軍兵士に刺し殺された。若い海軍中尉アドリアン＝ポール・バルニー・ダヴリクールが、同様に少数の兵士とともにガルニエの救出を試みて城外へ出たが、彼も従卒たちの目の前で殺された。他にも3名のフランス兵がこの戦闘で戦死し、指揮官を失った残りの兵士たちは城内へ退却した。
フランス領インドシナの歴史を綴ったオーギュスト・トマジ大佐は、ガルニエの最期を次のように描写している。

## 死後
ガルニエの死によって、フランスによる最初のトンキン支配の試みは潰え去った。フランス政府はガルニエの行為を公認せず、大南当局と和約を整える事を急ぎ、トンキンに対して掲げていた権利の主張の大部分を取り下げた。
ガルニエの遺骸は1875年にサイゴンに移送され、マッシージュ通り（rue Massiges）の墓地に、ドゥダール・ド・ラグレと並んで葬られた。

## 業績
ガルニエの名声は、彼がメコン川の探険を構想し、その大部分を成し遂げたという事実にもっぱら由来するものである。フランス領インドシナ時代には、その軍事的行動についても、1880年代に実現したフランスによるトンキン征服の先鞭を付けたものとして賞賛されていた。

## ガルニエの名を冠したもの

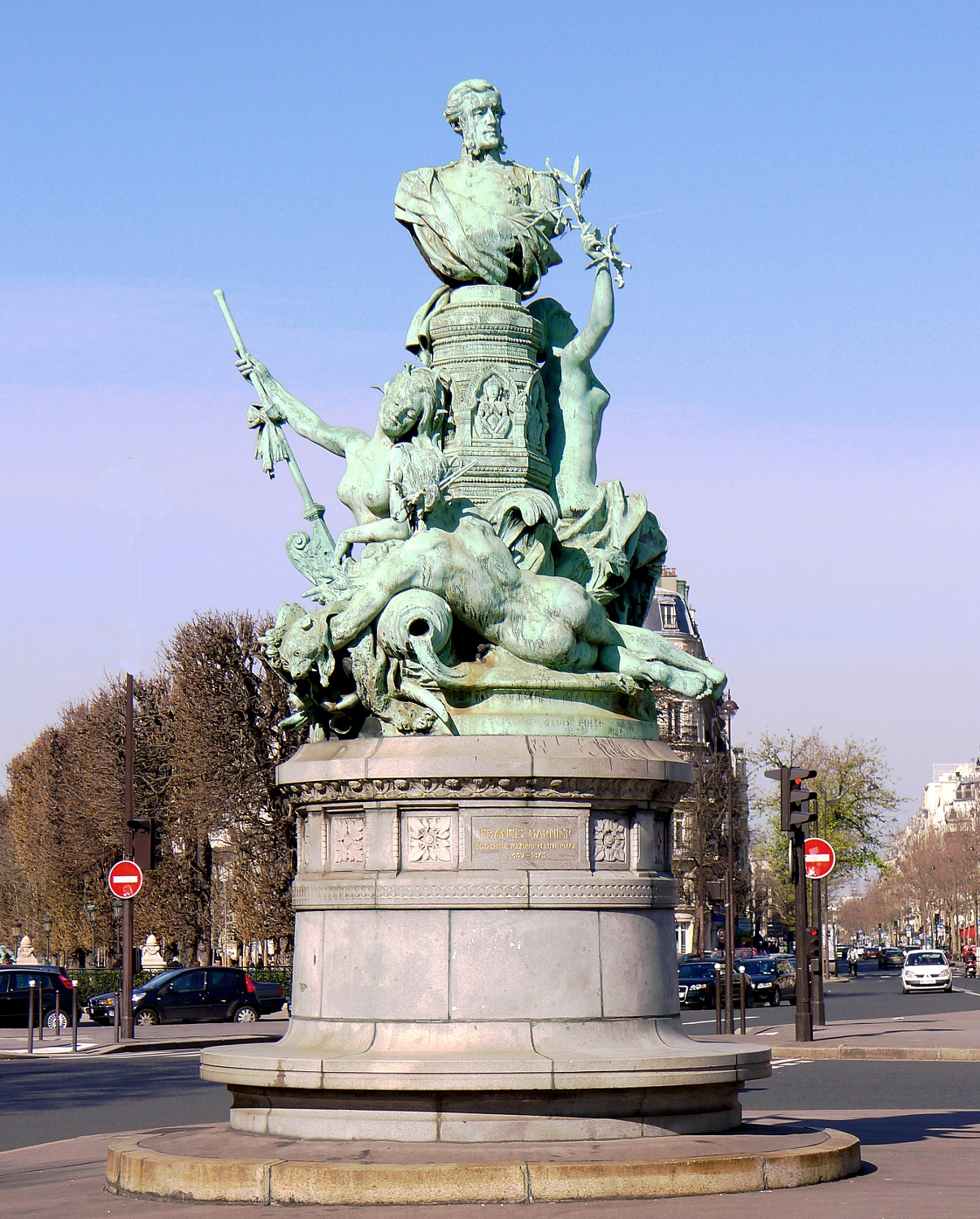
カミーユ＝ジュリアン広場のガルニエ記念碑。現在は遺灰が納められている

ガルニエの死から10年後の1883年、フランス海軍士官のアンリ・リヴィエールが、トンキンで黒旗軍によって、驚くほど酷似した状況の下で殺された。
リヴィエールもガルニエ同様に、フランス領インドシナ時代にトンキン征服の特別な殉職者として賞賛されていた。
1884年の清仏戦争の最中には、トンキン群に所属していた砲艦2隻がガルニエとリヴィエール2人の名を与えられた。
1884年11月から1885年3月のトゥエンクアン包囲戦の際、清軍の一部となっていた黒旗軍はフランス軍の陣営に向けて「ガルニエ！リヴィエール！ガルニエ！リヴィエール！」と、有名な戦死者たちの名を叫んで罵倒したという。
1943年、フランス領インドシナはガルニエを記念した切手を発行した。
パリ17区にはフランシス＝ガルニエ通りがあり、アルジェリア民主人民共和国シュレフ県の都市ブニ・アウアは、フランス統治時代には「フランシス・ガルニエ」と称されていた。
ガルニエの名を冠した艦として、駆逐艦の他に砲艦（先述の砲艦とは別）があったが、第二次世界大戦中にカンボジアのクラチエ近くで日本軍との戦闘で自沈した。戦後にはイタリア海軍から戦時賠償艦として編入された通報艦も登場した。
1973年、シャンプレーン級中型揚陸艦の軽輸送艦（BATRAL）初期型の2番艦として、ガルニエの名を冠した揚陸艦が登場した。この艦は長く現役にあり、2010年のハイチ地震の際には「ハイチ地震作戦2010」に加わって、人道援助の任に就いた。同艦はマルティニークから、60名のフランス陸軍の兵員と車両や油圧ショベル類、その他の支援物資を輸送した。翌2011年2月16日に退役となった。
1983年、ガルニエとドゥダール・ド・ラグレが埋葬されていたホーチミン市の墓地が撤去されることとなった際に、フランス総領事であったジャン＝フランソワ・パロは、この二つの墓を徹底的に調査した。発掘した遺骸を火葬した総領事は、遺灰をシンガポールへ移送することを国防大臣のシャルル・エルニュに提案し、ヘリ空母ジャンヌ・ダルクと、護衛艦ドゥダール・ド・ラグレが派遣された。移送中、艦上では式典が執行された。
1987年、パリ5区と6区の境界の角のカミーユ＝ジュリアン広場にある、彫刻家デニス・ピュエシュによるガルニエの胸像を組み込んだ記念碑に、ガルニエの遺灰が納められた。